# Giovanni Bertati
Giovanni Bertati (Martellago, 10 luglio 1735 – Venezia, 1º marzo 1808) è stato un librettista italiano del classicismo.
Bertati fu avviato agli studi ecclesiastici presso il seminario vescovile di Treviso sotto la protezione di Antonio Grimani, il datore di lavoro del padre, però successivamente riuscì a cambiare la sua carriera diventando librettista. Nel 1763 scrisse il suo primo libretto, La morte di Dimone, per essere musicato dal compositore Antonio Tozzi. Nel 1765 viene rappresentata a Vienna L'isola della fortuna, con libretto di Bertati e musica di Luchesi. Fino al 1791 Bertati sarà operativo presso i teatri veneziani. Nel 1770 fu a Vienna più volte per collaborare con Baldassare Galuppi. Dall'imperatore Leopoldo II fu nominato Poeta Cesareo dell'Opera Italiana a Vienna, così succedendo a Lorenzo Da Ponte, il quale cadde in disgrazia l'anno precedente. Ivi vi rimase sino al 1794, anno in cui fu sostituito da Giovanni De Gamerra. Quindi tornò a Venezia, ove, in attesa della pensione, coprì il posto di archivista presso l'Arsenale. Morì solo e dimenticato da tutti.
Durante tutta la sua carriera di librettista si dedicò quasi esclusivamente alla scrittura di drammi giocosi prendendo come esempi il celebre Carlo Goldoni e Pietro Chiari, però senza mai giungere alla perizia di questi grandi librettisti. Il suo libretto più celebre fu Il matrimonio segreto musicato da Domenico Cimarosa e rappresentato per la prima volta il 7 febbraio 1792 a Vienna.
Sembra che dal libretto Don Giovanni o sia Il convitato di pietra (1787) sia nato lo spunto necessario a Lorenzo da Ponte per il più famoso e fortunato Il dissoluto punito ossia il Don Giovanni (1787) di Wolfgang Amadeus Mozart.

## Libretti
Sono noti 70 libretti di Bertati più uno, inedito ai più e conservato in un archivio pubblico online e scoperto da chi scrive; l'anno si riferisce alla prima rappresentazione.
- La morte di Dimone ossia L'innocenza vendicata (musicato da Antonio Tozzi, 1763)
- Serenata per musica (musicato da Andrea Luca Luchesi, 1764)
- L'isola della fortuna (musicato da Andrea Luca Luchesi, 1765)
- Il villano geloso (musicato da Baldassare Galuppi, 1769; musicato da Johann Gottlieb Naumann, 1770; musicato da Giuseppe Sarti come I finti eredi, 1785)
- L'anello incantato (musicato da Ferdinando Bertoni, 1771)
- Calandrino (musicato da Giuseppe Gazzaniga, 1771; musicato da Giuseppe Gazzaniga e Giacomo Rust come L'avaro deluso, 1773; musicato da Antonio Sacchini, 1778)
- L'inimico delle donne (musicato da Baldassare Galuppi, 1771; musicato da Giuseppe Gazzaniga come Zon-Zon principe di Kibin-Kinka, 1773)
- La locanda (musicato da Giuseppe Gazzaniga, 1771; musicato da Giovanni Paisiello come Il fanatico in berlina, 1791)
- L'isola di Alcina (musicato da Giuseppe Gazzaniga, 1771-2; musicato da Giacomo Rust, 1772; musicato da Alessandro Bianchi, 1794)
- I visionari (musicato da Gennaro Astarita, 1772; musicato da Giovanni Paisiello come Gli astrologi immaginari, 1779)
- La contessa di Bimbimpoli (musicato da Gennaro Astarita, 1772)
- la tomba di Merlino (musicato da Giuseppe Gazzaniga, 1772)
- Armida (musicato da Johann Gottlieb Naumann, 1773; musicato da Johann Rudolf Zumsteeg[3], 1786)
- Mirandolina (musicato da Pietro Alessandro Guglielmi, 1773; musicato da Luigi Caruso come La virtuosa alla moda, 1776; musicato da Vincenzo Fabrizi come L'amore per interesse, 1787)
- Il tamburo notturno (musicato da Giovanni Paisiello, 1773; musicato da Giovanni Battista Lorenzi come Il tamburo)
- La villanella incostante (musicato da Johann Gottlieb Naumann, 1773)
- Il marito che non ha mogli (musicato da Gennaro Astarita, 1774)
- Il geloso in cimento (musicato da Pasquale Anfossi, 1774)
- Il principe ipocondriaco (musicato da Gennaro Astarita, 1774; musicato da Johann Gottlieb Naumann, 1776)
- L'avaro (musicato da Pasquale Anfossi, 1775; musicato da Gennaro Astarita, 1776; musicato da Ferdinando Orlandi, 1801)
- L'amor bizzarro ossia La gelosa di sé stesso (musicato da Giacomo Rust, 1775)
- La novità (musicato da Felice Alessandri, 1775; musicato da Giovanni Valentini come Il capriccio drammatico, 1787)
- La donna instabile (musicato da Giovanni Battista Borghi, 1776; musicato da Antonio Boroni, 1776; musicato da Pasquale Anfossi, 1776; musicato da Giovanni Battista Borghi come Gli tre pretendenti, 1777)
- Isabella e Rodrigo ossia La costanza in amore (musicato da Pasquale Anfossi, 1776)
- Lo sposo disperato (musicato da Pasquale Anfossi, anche come Il zotico incivilito, 1777; musicato da Vincenzo Nusco, 1808)
- Il curioso indiscreto (musicato da Pasquale Anfossi, 1777) - dubbia attribuzione
- La forza delle donne (musicato da Pasquale Anfossi, anche come Il trionfo delle donne, 1778; musicato da Bernardo Ottani come Le amazzoni, 1784; musicato da Peter Winter come Ogus ossia Il trionfo del bel sesso; musicato da Giuseppe Nicolini come Ogus ossia Il trionfo del bel sesso, 1799)
- Il cavalier errante (musicato da Tommaso Traetta, 1778)
- Le industrie amorose (musicato da Bernardo Ottani, 1778; musicato da Pasquale Anfossi come Il matrimonio per inganno, 1779)
- La vendemmia (musicato da Giuseppe Gazzaniga, anche come Le vendemmie, 1778)
- Azorre di Kibinga (musicato da Pasquale Anfossi, 1779)
- Le nozze in contrasto (musicato da Giovanni Valentini, 1779)
- Il più bel dono inutile (musicato da Antonio Rosetti, 1779)
- I quaqueri (musicato da Antonio Rosetti, 1779)
- Li rivali ridicoli (musicato da Michele Mortellari, 1780)
- La statua matematica (musicato da Giovanni Valentini, 1780; musicato da Luigi Caruso come L'antiquario burlato ossia La statua matematica, 1786)
- Le teste deboli (musicato da Francesco Salari, 1780)
- L'imbroglio delle tre spose (musicato da Pasquale Anfossi, 1781)
- Il marito geloso (musicato da Luigi Caruso, 1781)
- L'opera nuova (musicato da Matteo Rauzzini, 1781)
- Lo sposalizio per dispetto (musicato da Gaetano Monti, 1781)
- Gli amanti alla prova (musicato da Luigi Caruso, 1783; musicato da Francesco Piticchio, anche come Gli amanti dispettosi, 1784)
- Le due sorelle incognite (musicato da Antonio Calegari, 1783)
- La villanella rapita (musicato da Francesco Bianchi, 1783)
- Il serraglio di Osmano (musicato da Giuseppe Gazzaniga, 1784)
- Le spose ricuperate (musicato da Luigi Caruso, anche come I campi elisi ossia Le spose ricuperate, 1785)
- L'amore costante (musicato da Giuseppe Gazzaniga, 1786; musicato da Pierre Dutillieu come Nannerina e Pandolfino ossia Gli sposi in cimento, 1792)
- La contessa di Novaluna (musicato da Vincenzo Fabrizi, 1786)
- Le donne fanatiche (musicato da Giuseppe Gazzaniga, 1786)
- Don Giovanni o sia Il convitato di pietra (musicato da Giuseppe Gazzaniga), debutto il 5 febbraio 1787 al Teatro Giustiniani di S. Moisè a Venezia
- Chi sta bene non si muova (musicato da Ferdinando Robuschi[4], 1787)
- L'orfanella americana (musicato da Pasquale Anfossi, 1787; musicato da Friedrich Christoph Gestewitz, 1791)
- Il curioso accidente (musicato da Gennaro Astarita, 1789)
- La fata capricciosa (musicato da Francesco Gardi, 1789)
- Il pazzo glorioso (musicato da Marcello Bernardini, 1790)
- Il fanatico in berlina (musicato da Giovanni Paisiello, 1791)
- L'impresario in scompiglio (musicato da Gennaro Astarita, 1791)
- Il matrimonio segreto (musicato da Domenico Cimarosa, 1792; musicato da Achille Graffigna, 1883)
- Amor rende sagace (musicato da Domenico Cimarosa, 1793)
- La principessa di Amalfi (musicato da Joseph Weigl, anche come La contessa di Amalfi, 1794)
- La bella Lauretta (musicato da Francesco Gardi, 1795)
- L'intrigo amoroso (musicato da Ferdinando Paër, anche come Il male vien dal buco, Saed ossia Il serraglio e Gli intrighi del serraglio, 1795)
- Andromeda (musicato da Nicola Antonio Zingarelli, 1796)
- La donna innamorata (musicato da Giuseppe Nicolini, 1796)
- La donna di genio volubile (musicato da Marcos António Portugal, 1796)
- L'amor l'astuzia insegna (musicato da Francesco Gardi, 1797; musicato da Francesco Gardi, 1801)
- Il medico di Lucca (musicato da Sebastiano Nasolini, anche come Il medico dei bagni, 1797)
- La pace (musicato da Vincenzo Panza; musicato da Johann Simon Mayr e Gaetano Marinelli, 1798)
- Le tre orfanelle ossia la Scola di musica (musicato da Marcello Bernardini, 1798)
- Gli umori contrari (musicato da Sebastiano Nasolini, 1798)
- Melinda, favola romanzesca in musica[5] (1798)
- La bella selvaggia (musicato da Antonio Salieri, 1802)